# Pius Strobl

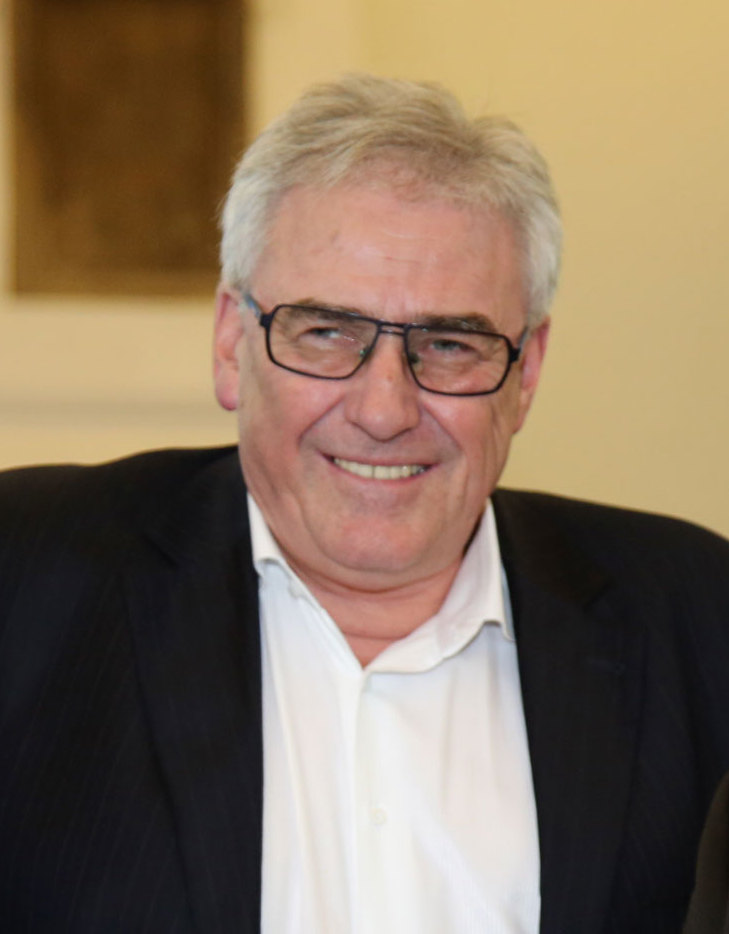
Pius Strobl (2015)

Pius Strobl (* 28. Juni 1956 in Wiener Neustadt, Niederösterreich) ist ein österreichischer Unternehmer, ehemaliger Politiker und Medienmanager. Er war Mitbegründer der Partei Die Grünen – Die Grüne Alternative und Unternehmenssprecher des Österreichischen Rundfunks (ORF).

## Leben
Pius Strobl wuchs als Waisenkind bei seiner Großmutter auf und arbeitete vor seiner politischen Laufbahn als Gendarm. 1991, während seiner Zeit als burgenländischer Landesgeschäftsführer der Grünen, wurde er mehrmals kurzzeitig von der Militärpolizei inhaftiert, weil er den Stellungsbefehl verweigert hatte. Strobl wurde wegen Wehrdienstverweigerung zu drei Monaten Gefängnis verurteilt.
Er war mit der ORF-Moderatorin Eva Pölzl verheiratet, mit der er einen gemeinsamen Sohn hat. Aus einer früheren Ehe hat Strobl zwei Kinder.

## Politische und berufliche Laufbahn
Zunächst engagierte sich Pius Strobl bei der SPÖ. Unter anderem gehörte er zu jener Gruppe junger Politiker um Josef Cap, die am Parteitag der SPÖ 1982 mit drei Fragen den damaligen burgenländischen Landeshauptmann Theodor Kery in Bedrängnis brachte.
Später war er an der Gründung der österreichischen Grünen beteiligt. Noch vor der Parteigründung koordinierte er 1986 den Wahlkampf von Freda Meissner-Blau zur Wahl des österreichischen Bundespräsidenten.
Er nahm am Gründungskongress der Partei am 13./14. Februar 1987 in Klagenfurt teil und war zunächst Pressechef. Gemeinsam mit Johannes Voggenhuber fungierte er von 1988 bis 1990 als einer von zwei Bundesgeschäftsführern der Grünen.
Ende 1990 zog er sich aus der Berufspolitik zurück und wechselte als Vorstand der Conwert Immobilien Invest in die Immobilien-Gruppe von Günter Kerbler. Er blieb jedoch als Landesgeschäftsführer Burgenland nebenberuflich bei den Grünen.
Strobl verließ die Conwert AG 1996 und gründete eine Event- und Marketingagentur. Bekannte Projekte dieser Firma waren etwa der Wiener Eistraum, der Weihnachtsmarkt am Wiener Spittelberg.

## ORF-Karriere
Von 1989 bis 1998 saß Pius Strobl für die Grünen im ORF-Kuratorium. Seine Stimmenthaltung machte 1990 die Wahl Gerd Bachers zum ORF-Generalintendanten möglich. 1994 unterstützte er Gerhard Zeiler, 1998  Gerhard Weis. 1999 endete Strobls Zeit im Kuratorium, ihm folgte Sonja Puntscher-Riekmann nach.
Im Jahr 2004 zog Strobl neuerlich ins ORF-Aufsichtsgremium ein, das mittlerweile Stiftungsrat hieß. Er folge auf Wolfgang Zinggl und war wie schon in der ersten Periode der einzige von den Grünen nominierte Stiftungsrat. Bei der ORF-Wahl unterstützte er (gemeinsam mit den der SPÖ und der FPÖ nahestehenden Stiftungsräten) Alexander Wrabetz, der neuer Generaldirektor wurde.
Wrabetz machte Strobl in Folge zum Kommunikations- und Marketingchef des Senders. Strobl galt als Wrabetz’ wichtigster Vertrauter. Er  trat Im November 2010 im Rahmen einer Abhöraffäre von allen Ämtern im ORF zurück: Er hatte eine Mitarbeiterin beauftragt, während einer Sitzung des Stiftungsrats Gespräche von Journalisten und Direktoren ohne deren Wissen auf Tonband aufzuzeichnen. Im Zuge seines Abgangs wurden andere Vorwürfe gegen ihn erhoben, die vor allem auf Unvereinbarkeiten von Strobls wirtschaftlichen Beteiligungen und seinem Beruf abzielten.
Nach seinem Ausscheiden ist Strobl wieder als freier Unternehmer und Berater tätig, auch auf Konsulentenbasis für den ORF. Hierbei setzt er die HD-Umstellung von Sendungen, den Chipkartentausch für den verschlüsselten Empfang des ORF-Angebotes sowie 2015 leitend die Veranstaltung des Eurovision Song Contests in Wien um.
Ende 2015 wurde Strobl ORF-Sicherheitsbeauftragter und übernahm zudem die Bauherrenvertretung für den Um- beziehungsweise Neubau des ORF-Zentrums sowie die Agenden zur Optimierung der Bauplanung. In diesem Zusammenhang wurde das Büro des Medienstandortes neu geschaffen, dessen Leiter Strobl ist. Als Hauptabteilungsleiter bezog Strobl mit 425.677,43 EUR (zusätzlich zu Nebeneinkünften von 2500 Euro/Monat) laut Transparenzbericht 2023 des ORF das zweithöchste Jahresgehalt. 2024 waren es 451.710 Euro, wieder mehr als der Generaldirektor.

## Auszeichnungen
- 2023: Verleihung des Berufstitels Professor[17]